# فردریک ویلو
فردریک ویلو (انگلیسی: Frédéric Vieillot؛ زادهٔ ۷ سپتامبر ۱۹۹۰) بازیکن فوتبال اهل فرانسه است.
از باشگاه‌هایی که در آن بازی کرده‌است می‌توان به باشگاه فوتبال تروا اشاره کرد.